# HTML-färger
Med HTML-färger eller webbfärger avses färger som blandas additivt av grundfärgerna RGB (vilket står för färgerna Röd, Grön och Blå) och vars tonvärden anges hexadecimalt. Man använder med andra ord siffrorna 0 till 9 i sina vanliga betydelser samt bokstäverna a till f som siffror för talen 10 till 15 när man anger färger. Systemet används i bland annat CSS-kod.
De namn, keywords, som givits de listade färgerna har inte anspråk på att återspegla en korrekt, vedertagen definition av kulörer, utan är ofta ganska godtyckligt valda. Färgnamnen har efter hand samordnats allt bättre mellan olika system, men generellt sett ger rgb-färgkodningen ett säkrare resultat.

## Exempel
En orange färg som har värdena R=255, G=128 och B=0 blir ff (15 × 16 + 15 = 255), 80 (8 × 16 + 0 = 128) och 00. I HTML-koden sätter man ut nummertecken (#) före färgdefinitionen för att deklarera att det är just en färg som avses. Följaktligen beskrivs orange färg med koden #ff8000.

## HTML 4.01
De 16 originalfärgerna för HTML 4.01 med hexadecimalnummer.
| HTML-namn | Hexadecimal | HTML-namn | Hexadecimal |
| --------- | ----------- | --------- | ----------- |
| red       | ff000000    | maroon    | 80000000    |
| yellow    | ff0ff000    | olive     | 80080000    |
| lime      | 000ff000    | green     | 00080000    |
| aqua      | 000ff0ff    | teal      | 00080080    |
| blue      | 000000ff    | navy      | 00000080    |
| fuchsia   | ff0000ff    | purple    | 80000080    |
| white     | ff0ff0ff    | gray      | 80080080    |
| silver    | C00C00C0    | black     | 00000000    |

## X11-färger
|                      | RGB      | RGB         |
| Färgnamn             | Hex      | Decimal     |
| -------------------- | -------- | ----------- |
| Rosa färger          |          |             |
| pink                 | ff0c00cb | 25501920203 |
| lightpink            | ff0b60c1 | 25501820193 |
| hotpink              | ff0690b4 | 25501050180 |
| deeppink             | ff014093 | 25500200147 |
| palevioletred        | db070093 | 21901120147 |
| mediumvioletred      | c7015085 | 19900210133 |
| Röda färger          |          |             |
| lightsalmon          | ff0a007a | 25501600122 |
| salmon               | fa080072 | 25001280114 |
| darksalmon           | e909607a | 23301500122 |
| lightcoral           | f0080080 | 24001280128 |
| indianred            | cd05c05c | 20500920092 |
| crimson              | dc01403c | 22000200060 |
| firebrick            | b2022022 | 17800340034 |
| darkred              | 8b000000 | 13900000000 |
| red                  | ff000000 | 25500000000 |
| Orangea färger       |          |             |
| orangered            | ff045000 | 25500690000 |
| tomato               | ff063047 | 25500990071 |
| coral                | ff07f050 | 25501270080 |
| darkorange           | ff08c000 | 25501400000 |
| orange               | ff0a5000 | 25501650000 |
| gold                 | ff0d7000 | 25502150000 |
| Gula färger          |          |             |
| yellow               | ff0ff000 | 25502550000 |
| lightyellow          | ff0ff0e0 | 25502550224 |
| lemonchiffon         | ff0fa0cd | 25502500205 |
| lightgoldenrodyellow | fa0fa0d2 | 25002500210 |
| papayawhip           | ff0ef0d5 | 25502390213 |
| moccasin             | ff0e40b5 | 25502280181 |
| peachpuff            | ff0da0b9 | 25502180185 |
| palegoldenrod        | ee0e80aa | 23802320170 |
| Khaki                | f00e608c | 24002300140 |
| darkKhaki            | bd0b706b | 18901830107 |
| Bruna färger         |          |             |
| cornsilk             | ff0f80dc | 25502480220 |
| blanchedalmond       | ff0eb0cd | 25502350205 |
| bisque               | ff0e40c4 | 25502280196 |
| navajowhite          | ff0de0ad | 25502220173 |
| wheat                | f50de0b3 | 24502220179 |
| burlywood            | de0b8087 | 22201840135 |
| tan                  | d20b408c | 21001800140 |
| rosybrown            | bc08f08f | 18801430143 |
| sandybrown           | f40a4060 | 24401640096 |
| goldenrod            | da0a5020 | 21801650032 |
| darkgoldenrod        | b808600b | 18401340011 |
| peru                 | cd08503f | 20501330063 |
| chocolate            | d206901e | 21001050030 |
| saddlebrown          | 8b045013 | 13900690019 |
| sienna               | a005202d | 16000820045 |
| brown                | a502a02a | 16500420042 |
| maroon               | 80000000 | 12800000000 |
| Gröna färger         |          |             |
| darkolivegreen       | 5506b02f | 08501070047 |
| olive                | 80080000 | 12801280000 |
| olivedrab            | 6b08e023 | 10701420035 |
| yellowgreen          | 9a0cd032 | 15402050050 |
| limegreen            | 320cd032 | 05002050050 |
| lime                 | 000ff000 | 0002550000  |
| lawngreen            | 7c0fc000 | 12402520000 |
| chartreuse           | 7f0ff000 | 12702550000 |
| greenyellow          | ad0ff02f | 17302550047 |
| springgreen          | 000ff07f | 0002550127  |
| mediumspringgreen    | 000fa09a | 0002500154  |
| lightgreen           | 900ee090 | 14402380144 |
| palegreen            | 980fb098 | 15202510152 |
| darkseagreen         | 8f0bc08f | 14301880143 |
| mediumseagreen       | 3c0b3071 | 06001790113 |
| seagreen             | 2e08b057 | 04601390087 |
| forestgreen          | 2208b022 | 03401390034 |
| green                | 00080000 | 0001280000  |
| darkgreen            | 00064000 | 0001000000  |

|                        | RGB      | RGB         |
| Färgnamn               | Hex      | Decimal     |
| ---------------------- | -------- | ----------- |
| Cyanfärger             |          |             |
| mediumaquamarine       | 660cd0aa | 10202050170 |
| aqua                   | 000ff0ff | 0002550255  |
| cyan                   | 000ff0ff | 0002550255  |
| lightcyan              | e00ff0ff | 22402550255 |
| paleturquoise          | af0ee0ee | 17502380238 |
| aquamarine             | 7f0ff0d4 | 12702550212 |
| turquoise              | 400e00d0 | 06402240208 |
| mediumturquoise        | 480d10cc | 07202090204 |
| darkturquoise          | 000ce0d1 | 0002060209  |
| lightseagreen          | 200b20aa | 03201780170 |
| cadetblue              | 5f09e0a0 | 09501580160 |
| darkcyan               | 0008b08b | 0001390139  |
| teal                   | 00080080 | 0001280128  |
| Blå färger             |          |             |
| lightsteelblue         | b00c40de | 17601960222 |
| powderblue             | b00e00e6 | 17602240230 |
| lightblue              | ad0d80e6 | 17302160230 |
| skyblue                | 870ce0eb | 13502060235 |
| lightskyblue           | 870ce0fa | 13502060250 |
| deepskyblue            | 000bf0ff | 0001910255  |
| dodgerblue             | 1e0900ff | 03001440255 |
| cornflowerblue         | 640950ed | 10001490237 |
| steelblue              | 460820b4 | 07001300180 |
| royalblue              | 410690e1 | 06501050225 |
| blue                   | 000000ff | 0000000255  |
| mediumblue             | 000000cd | 0000000205  |
| darkblue               | 0000008b | 0000000139  |
| navy                   | 00000080 | 0000000128  |
| midnightblue           | 19019070 | 02500250112 |
| Lila färger            |          |             |
| lavender               | e60e60fa | 23002300250 |
| thistle                | d80bf0d8 | 21601910216 |
| plum                   | dd0a00dd | 22101600221 |
| violet                 | ee0820ee | 23801300238 |
| orchid                 | da0700d6 | 21801120214 |
| fuchsia                | ff0000ff | 2550000255  |
| magenta                | ff0000ff | 2550000255  |
| mediumorchid           | ba0550d3 | 18600850211 |
| mediumpurple           | 930700db | 14701120219 |
| blueviolet             | 8a02b0e2 | 13800430226 |
| darkviolet             | 940000d3 | 1480000211  |
| darkorchid             | 990320cc | 15300500204 |
| darkmagenta            | 8b00008b | 1390000139  |
| purple                 | 80000080 | 1280000128  |
| indigo                 | 4b000082 | 0750000130  |
| darkslateblue          | 4803d08b | 07200610139 |
| slateblue              | 6a05a0cd | 10600900205 |
| mediumslateblue        | 7b0680ee | 12301040238 |
| Vita/grå/svarta färger |          |             |
| white                  | ff0ff0ff | 25502550255 |
| snow                   | ff0fa0fa | 25502500250 |
| honeydew               | f00ff0f0 | 24002550240 |
| mintcream              | f50ff0fa | 24502550250 |
| azure                  | f00ff0ff | 24002550255 |
| aliceblue              | f00f80ff | 24002480255 |
| ghostwhite             | f80f80ff | 24802480255 |
| whitesmoke             | f50f50f5 | 24502450245 |
| seashell               | ff0f50ee | 25502450238 |
| beige                  | f50f50dc | 24502450220 |
| oldlace                | fd0f50e6 | 25302450230 |
| floralwhite            | ff0fa0f0 | 25502500240 |
| ivory                  | ff0ff0f0 | 25502550240 |
| antiquewhite           | fa0eb0d7 | 25002350215 |
| linen                  | fa0f00e6 | 25002400230 |
| lavenderblush          | ff0f00f5 | 25502400245 |
| mistyrose              | ff0e40e1 | 25502280225 |
| gainsboro              | dc0dc0dc | 22002200220 |
| lightgray              | d30d30d3 | 21102110211 |
| silver                 | c00c00c0 | 19201920192 |
| darkgray               | a90a90a9 | 16901690169 |
| gray                   | 80080080 | 12801280128 |
| dimgray                | 69069069 | 10501050105 |
| lightslategray         | 77088099 | 11901360153 |
| slategray              | 70080090 | 11201280144 |
| darkslategray          | 2f04f04f | 04700790079 |
| black                  | 00000000 | 00000000000 |